# プルサーマル
プルサーマルとは、プルトニウムで燃料を作り、従来の熱中性子炉で燃料の一部として使うことを言う。

## 概要

### 名称の由来
プルトニウムのプルとサーマルニュートロン・リアクター（熱中性子炉）のサーマルを繋げた略語（plutonium thermal use）である。

### 通常の軽水炉との違い
通常、軽水炉ではウラン235とウラン238を混合したウラン燃料（二酸化ウラン）を核分裂させることで熱エネルギーを生み出すが、ウラン238が中性子を吸収し2度のβ-崩壊を経てプルトニウム239が生成され、そのプルトニウム239自体も核分裂する。その結果、発電量全体に占めるプルトニウムによる発電量は平均約30%となる（プルサーマル発電を行わない場合でも、運転中の軽水炉の中にはプルトニウムが存在している）。それに対し、プルサーマルではMOX燃料と呼ばれるウラン238とプルトニウムの混合酸化物（Mixed Oxide）を燃料として使用する。プルサーマルで使われるMOX燃料はプルトニウムの富化度（含有量）が4 - 9%であり、MOX燃料を1/3程度使用する場合、発電量全体に占めるプルトニウムによる発電量は平均50%強となる。
なお、高速増殖炉でもMOX燃料が使用されるが、プルトニウムの富化度は20%前後である。

## プルサーマル方式の利点と欠点

### 利点
- もしワンス・スルーにするならば使用済核燃料は数万年管理が必要だが、使用済核燃料から再処理・群分離によりプルトニウムを含む超長半減期核種を分別抽出し、プルトニウムをプルサーマルで焼却してしまえば半減期30年の核分裂生成物に変換でき、長期保管物質を大幅に削減できる。
- 原則として、従来の軽水炉のままで運用が可能である。マイナーアクチノイドは高速炉、加速器駆動未臨界炉、核融合炉等でないと焚けないが、少なくともプルトニウムはこれらの新型炉が実用化する前にある程度焼却可能になる。これにより余剰のプルトニウムを持たないという国際公約を守ることができる。
- プルサーマルにより、資源の有効利用が図れる。軽水炉ではウランが潜在的に持つエネルギーの0.5％程度しか使えない。プルサーマル利用の場合0.75％程度となる[2]。
- 再処理は使用済み核燃料からウランを回収する事を意味し、ワンススルー方式に比べ高レベル放射性廃棄物の量が大幅に減る。リサイクルされる低濃縮ウランとプルトニウムと貴金属の分だけ高レベル廃棄物が減少する。ガラス固化体の取り扱いは大変（20年間常時監視、その後深地層処分が必要）だが、使用済み核燃料を丸ごと廃棄する場合に比べると、処分場の規模を1/2から1/3程に抑えることができる[3]。
- 廃棄物を群分離して分別した白金族元素等の貴金属を触媒用としてリサイクルする研究も進んでいる。

### 欠点
プルサーマル方式は、元々ウラン燃料を前提とした軽水炉でプルトニウムを（一部）燃やすこともあり、経済的な面の他、技術的な課題が多い。
再処理にかかわる部分
- 軽水炉からの高レベル核廃棄物をそのままガラス固化させる場合と比べ、核燃料を処理する工程が増えるため事故が発生する確率は相対的にやや高まる。
- 使用済み防護服や、廃水など低レベル廃棄物も含めた最終的な放射性廃棄物の総量はかえって増える。
- 冷戦終結後、ウラン資源の需給は安定しており、再処理費までMOX燃料の製造コストの一部と看做すと経済的に引き合わない状態になっている。使用済み核燃料を数万年監視するコストを考えないならば、再処理の手間をかける分、ワンススルーより不経済になる。
- 再処理を行うと核燃料の高次化が進むため、最大でも2サイクルまでしか行えない（高速増殖炉であればこの問題は発生しにくい。また、加速器駆動未臨界炉は2回プルサーマルを繰り返して燃えにくくなった高次化した核燃料も燃やせる）。

MOX燃料の軽水炉での燃焼にかかわる部分
- プルトニウムは遅発中性子がウランより少なく、やや制御棒の効きが悪くなるので「ウランを想定して設計された炉で燃やす場合」は、最初は1/3装荷などで様子を見る必要がある。
- 高速増殖炉と比べて燃焼中に核燃料の高次化が進みやすく、特に中性子吸収断面積の大きいアメリシウム等が生成されやすくなる。核燃料の高次化が進むと核分裂反応が阻害され、臨界に達しなくなってしまい、核燃料として使用できなくなる。
- 上記と関連し、事故が発生した場合には従来の軽水炉よりプルトニウム・アメリシウム・キュリウムなどの超ウラン元素の放出量が多くなる。
- 原子炉の運転や停止を行う制御棒やホウ酸の効きが低下する。
- 一部の燃料棒のみにMOX燃料を入れると、発熱量にムラが生じる。温度の不均衡が進行すると、高温部の燃料棒が破損しやすくなる。これは全燃料棒にMOX燃料を入れれば回避可能。
- PWRの水蒸気管破断のように冷却水温度が低下する事故や、BWRの給水制御弁の故障のように炉内圧力が上昇する事故が発生した場合において、出力上昇速度がより速く、出力がより高くなるため、燃料体の設計および原子炉内での配置に工夫が必要）。

MOX燃料そのものの持つ危険性

- ウラン新燃料に比べ放射能が高いため、作業員の被曝リスクが高まる。

## 日本国外での動向
冷戦の終結と、ソビエト連邦の崩壊によって核兵器の解体が進んでいるため、世界的なプルトニウムの余剰が核不拡散の観点から問題になっている。一方で、プルトニウム利用の主流である高速増殖炉については、各国で計画の中止や遅延が相次いでおり、プルサーマルをプルトニウム処理の有効な方法と捉える向きもある。
ヨーロッパでのプルサーマルの実績は長く、1963年に開始したベルギーを始めとして、イタリアやドイツでは1960年代からの経験がある。また、オランダやスウェーデンでも行われたことがある。ただしドイツ・スイス・ベルギーでは抽出済みのプルトニウム在庫を燃やしたらプルサーマルは終了とされており、今後も再処理を行ってプルトニウムを抽出し、積極的にプルサーマルを続けようとしているのはフランスだけとなっている。
アメリカ合衆国では1960年代にプルサーマルが始められたが、20年間ほど中断が続いた。その後、2005年6月からカトーバ1号機でMOX燃料の試験運転が開始され、同年10月にはエネルギー省所有のサバンナ・リバー・サイトで解体核用のMOX燃料加工工場の建設が開始された。しかし、2015年度の予算教書において、建設費と運営費の高騰を理由に建設が中止された。
また2005年11月には、これとは別に使用済燃料再処理・MOX加工・廃液ガラス固化・中間貯蔵を目的とした複合リサイクル施設建設の予算が議会を通過、承認された。こちらは2007年までに建設場所を選定し、2010年までに着工する予定となっていた。後に原子燃料リサイクルセンター（NFRC：Nuclear Fuel Recycling Center）として後述のGNEPに含まれた。2006年には、アメリカが国際原子力パートナーシップ（GNEP）を発表し、日本を含む国際協力による高速炉を用いた核燃料サイクルの実施計画が開始されたが、2009年にはアメリカでの計画の実施は中止されている。

## 日本国内での動向
日本においてプルサーマル計画が注目を集めたのは、もんじゅの事故により高速増殖炉の開発の見通しが立たなくなったことがきっかけである。日本においても、プルサーマルの開始に向けて国による安全審査や地元の事前了解が進んでいたが、住民投票による反対（新潟県）などにより、計画は遅れていた。 ほかにも福島県知事（当時）の佐藤栄佐久が、福島第一原子力発電所で計画されていたプルサーマル導入について、（発電所のある自治体の意向はともかく）県全体の安全上の観点や県民多数派の不安を背景に強く反対してきた、といった事例もある。
一方で、2006年（平成18年）3月に、九州電力の玄海原子力発電所3号機で実施したいという申し入れに、佐賀県知事の古川康は事前了解を出した。また2008年（平成20年）1月には、福井県知事の西川一誠が高浜原子力発電所の3・4号機で、2010年（平成22年）までにプルサーマル発電を実施する計画に事前了解を、静岡県知事の石川嘉延が浜岡原子力発電所でのプルサーマル発電に事前了解を出すなど、実施に向かって進んでいるところもあった。
2010年8月、東京電力が福島第一原子力発電所3号機（大熊町）で計画していたプルサーマル導入について、佐藤雄平知事は受け入れを決定。しかし、2011年3月11日の東北地方太平洋沖地震による福島第一原子力発電所事故により同原発は国際原子力事象評価尺度7の大事故を起こしたことにより、計画の先行きが不透明なものとなった。 その後、日本でプルサーマルを実施したのは、伊方原発３号機、高浜原発３、４号機、玄海原発３号機の４基だった。

### プルサーマルを実施した原子炉
- 関西電力 高浜発電所3号機 - 2010年（平成22年）12月25日より試運転開始。2011年（平成23年）1月21日より、営業運転を開始[11]。2012年2月20日より定期検査で運転停止。2016年（平成28年）1月29日より試運転開始。
- 四国電力 伊方発電所3号機 - 2010年（平成22年）3月2日より試運転開始。同年3月30日より、営業運転を開始[12]。2011年4月29日より定期検査で運転停止。2016年8月12日試運転開始。
- 九州電力 玄海原子力発電所3号機 - 2009年（平成21年）11月5日より試運転開始。同年12月2日より、営業運転を開始[13]。2010年12月11日より定期検査で運転停止。
- 東京電力 福島第一原子力発電所3号機 - 2010年（平成22年）9月18日より試運転開始。同年10月26日より、営業運転を開始[14]。2011年3月11日、福島第一原子力発電所事故により運転停止。3月14日に水素爆発。

### 現在までに事前合意が成立しているプルサーマル発電計画
- 中部電力 浜岡原子力発電所4号機 - 2012年（平成24年）3月以降に導入予定だったが、運転再開のめど立たず。
- 中国電力 島根原子力発電所2号機
- 北海道電力 泊発電所3号機
- 東北電力 女川原子力発電所3号機 - 2015年（平成27年）度までに導入予定。
- 関西電力 高浜発電所4号機 - 2011年（平成23年）夏から導入予定だったが東日本大震災後中断。 2016年（平成28年）2月以降の再稼働時導入予定[15]。

### 現在計画中のプルサーマル発電計画
- 電源開発 大間原子力発電所1号機 - 建設中。当初計画では2014年（平成26年）度に運転開始予定であったが、2021年9月現在では未定。

### プルサーマル計画の進捗状況
プルサーマル計画は、核燃料の検査データ不正や原発事故により、当初計画が10年以上遅れている。
- 1972年（昭和47年）6月1日 - 国の原子力開発利用長期計画において、プルサーマル実施を明記。
- 1986年（昭和61年） - 日本原子力発電が敦賀発電所1号機で、関西電力が美浜発電所1号機で、それぞれ少数体のMOX燃料の健全性を確認する試験を1995年（平成7年）まで実施。
- 1994年（平成6年）6月24日 - 原子力開発利用長期計画で、1990年代後半からのプルサーマル本格実施を計画。
- 1997年（平成9年）2月4日 - プルサーマルを含めた核燃料サイクルの推進について閣議了解。
- 1998年（平成10年）
  - 2月23日 - 福井県および高浜町へ、高浜発電所3・4号機でのプルサーマル実施について安全協定に基づく事前了解願いを提出。
  - 5月8日 - 福井県および高浜町から、プルサーマル実施に関する原子炉設置変更許可申請の手続きを進めることを了承。
  - 5月11日 - 通商産業省に原子炉設置変更許可を申請。
  - 12月16日 - 通商産業省から高浜発電所での原子炉設置変更許可を取得。
- 1999年（平成11年）
  - 6月17日 - 福井県および高浜町からプルサーマル実施について事前了解を取得。
  - 7月21日 - 10月1日 高浜発電所4号機用BNFL製MOX燃料をイギリスから輸送し高浜発電所へ搬入。
  - 9月13日 - BNFLで加工中の高浜発電所3号機用MOX燃料に検査データ不正問題が判明（詳しくは原子力発電の事故隠し・データ改ざん一覧を参照）。
  - 12月16日 - 受け入れ済みの4号機用MOX燃料にも検査データ不正問題が判明。当該燃料の使用を中止。
- 2002年（平成14年）7月4日 - 9月18日 高浜発電所4号機用BNFL製MOX燃料を高浜発電所からBNFLへ返送。
- 2003年（平成15年）10月23日 - 海外MOX燃料調達に関する品質保証活動の改善状況について、国、福井県、高浜町等に報告。
- 2004年（平成16年）
  - 2月5日 - 海外MOX燃料調達に関する品質保証活動の改善状況について、原子力安全・保安院が評価・公表するとともに、原子力安全委員会に報告。
  - 3月11日 - 原子力安全委員会が原子力安全・保安院の評価を妥当と判断。
  - 3月20日 - 今後プルサーマル計画を進めていくことについて、福井県、高浜町が了承。
  - 3月31日 - MOX燃料製造に関する品質保証体制を確認する基本契約を、原子燃料工業およびコモックス社（フランス）と締結。
  - 7月12日 - 原子燃料工業熊取事業所およびコモックス社メロックス工場に対する品質保証システム監査結果を国、福井県、高浜町等に報告。
  - 8月9日 - 美浜原発3号機2次系配管破損事故が発生。プルサーマル計画の準備作業を休止。
- 2007年（平成19年）2月7日 - 美浜発電所3号機の本格運転を再開。
- 2008年（平成20年）
  - 1月30日 - プルサーマル計画の準備作業を再開。
  - 2月12日、18日 - 21日 - 原子燃料工業熊取事業所および、コモックス社メロックス工場に対する品質保証システム監査を再度実施。
  - 3月14日、17日 - 同監査結果を国、福井県、高浜町等に報告。
  - 3月31日 - 高浜発電所3、4号機用MOX燃料16体の調達に関する本案約を原子燃料工業と締結。
  - 10月16日 - 23日 原子燃料工業および、コモックス社メロックス工場に対して定期監査を実施。
  - 11月10日 - 高浜発電所3、4号機用MOX燃料調達に係る輸入燃料体検査申請を行なう。
  - 11月21日 - 高浜発電所3、4号機用MOX燃料32体の調達に関する契約を原子燃料工業と締結（2回目装荷用）。
- 2009年（平成21年）
  - 1月30日 - 高浜発電所3、4号機用MOX燃料の製造開始。
  - 11月5日 - 玄海原子力発電所3号機のプルサーマル試運転開始。
  - 12月2日 - 玄海原子力発電所3号機のプルサーマル営業運転開始。
- 2010年（平成22年）
  - 3月2日 - 伊方発電所3号機のプルサーマル試運転開始。
  - 3月30日 - 伊方発電所3号機のプルサーマル営業運転開始。
- 2010年（平成22年）
  - 10月26日 - 福島第一原子力発電所3号機のプルサーマル営業運転開始[14]。
  - 12月25日 - 高浜発電所3号機のプルサーマル試験運転開始。
- 2011年（平成23年）
  - 3月11日 - 東北地方太平洋沖地震により、福島第一原子力発電所3号機が国際原子力事象評価尺度レベル7(暫定評価）の事故を起こす。